# Slovanský přehled
«Slovanský přehled» (у перекладі — Слов'янський огляд) — чеський літературний і науково-популярний місячник, присвячений питанням слов'янського взаємопізнання. Журнал виходить від 1898 р. з двома незначними перервами у зв'язку із Першою та Другою світовими війнами, а саме: з другої половини 1914 р. до 1924 р. і 1939—1946 рр. відповідно. Засновником та головним редактором до 1931 р. був видатний чеський науковець Адольф Черни.
«Slovanský přehled» від початку позитивно ставився до українського питання: містив переклади української літератури (з Т. Шевченка, І. Франка, Л. Українки, Б. Грінченка, Б. Лепкого, О. Вишні, І. Микитенка, О. Корнійчука, Л. Первомайського та ін.), українознавчі статті українських (І. Франка, В. Гнатюка, С. Єфремова, О. Грушевського, Б. Лепкого, М. Євшана, І. Брика, Г. Бочковського, Д. Дорошенка, О. Мицюка, Є. Вирового, А. Животка, О. Зілинського, М. Неврлі, М. Мольнара та ін.) і чехо-словацьких (Ї. Полівки, Ф. Ржегоржа, Л. Куби, А. Черного, Й. Пати, Ч. Зібрта, А. Фрінта, Я. Славіка, Я. Махала, Р. Харвата, А. Гартля, Ю. Доланського, В. Жідліцького, В. Гостічки та ін.) славістів, матеріали про чехословацько-українські зв'язки, інформації про українське культурно-громадське життя тощо.
Пізніше «Slovanský přehled» — двомісячник, що його видавав Інститут історії європейських соціалістичних країн Чеської АН у Празі.